# Brégnier-Cordon
Brégnier-Cordon település Franciaországban, Ain megyében. Lakosainak száma 812 fő (2022. január 1.). Brégnier-Cordon Izieu, Murs-et-Gélignieux, Prémeyzel, Aoste, Champagneux, Groslée-Saint-Benoît, Les Avenières-Veyrins-Thuellin és Saint-Genix-les-Villages községekkel határos.

## Népesség
A település népességének változása:
| Lakosok száma | 502  | 502  | 511  | 671  | 865  | 856  | 839  | 828  | 819  | 812  |
|               | 1968 | 1982 | 1990 | 2006 | 2013 | 2015 | 2017 | 2019 | 2020 | 2022 |